# Балша (Болгарія)
Ба́лша (болг. Балша) — село в Міській області Софія Болгарії. Входить до складу общини Столична.

## Населення
За даними перепису населення 2011 року у селі проживали 726 осіб.
Розподіл населення за віком у 2011 році:
Динаміка населення:

## Пам'ятки
У селі є церква святого Петка Болгарської Православної Церкви.